# Isa Kohei
Kohei Isa (伊佐 耕平 (Y-Tá Canh-Bình) Isa Kōhei, sinh ngày 23 tháng 11 năm 1991 ở Hyōgo) là một cầu thủ bóng đá người Nhật Bản thi đấu cho Oita Trinita.

## Thống kê câu lạc bộ
Cập nhật đến ngày 23 tháng 2 năm 2018.
| Thành tích câu lạc bộ | Thành tích câu lạc bộ | Thành tích câu lạc bộ | Giải vô địch | Giải vô địch | Cúp                   | Cúp                   | Tổng cộng | Tổng cộng |
| Mùa giải              | Câu lạc bộ            | Giải vô địch          | Số trận      | Bàn thắng    | Số trận               | Bàn thắng             | Số trận   | Bàn thắng |
| Nhật Bản              | Nhật Bản              | Nhật Bản              | Giải vô địch | Giải vô địch | Cúp Hoàng đế Nhật Bản | Cúp Hoàng đế Nhật Bản | Tổng cộng | Tổng cộng |
| --------------------- | --------------------- | --------------------- | ------------ | ------------ | --------------------- | --------------------- | --------- | --------- |
| 2014                  | Oita Trinita          | J2 League             | 15           | 0            | 2                     | 0                     | 17        | 0         |
| 2015                  | Oita Trinita          | J2 League             | 30           | 3            | 1                     | 1                     | 31        | 4         |
| 2016                  | Oita Trinita          | J3 League             | 16           | 4            | 1                     | 0                     | 17        | 4         |
| 2017                  | Oita Trinita          | J2 League             | 39           | 9            | 2                     | 2                     | 41        | 11        |
| Tổng cộng sự nghiệp   | Tổng cộng sự nghiệp   | Tổng cộng sự nghiệp   | 100          | 16           | 6                     | 3                     | 106       | 19        |